# Catarraphia
Catarraphia — рід грибів. Назва вперше опублікована 1860 року.

## Класифікація
До роду Catarraphia відносять 2 види:
- Catarraphia dictyloplaca
- Catarraphia dictyoplaca